# Sherlock Jr.
Sherlock Jr. is een stomme film uit 1924 onder regie van Buster Keaton. De film is beroemd om zijn droomsequentie waarin het personage van Keaton, als filmprojectorbediener, letterlijk het filmdoek oploopt, terwijl zijn omgeving voortdurend verandert door middel van montage. De film werd in 1991 toegevoegd aan de National Film Registry.

## Verhaal
Keaton speelt een man die in de bioscoop de filmprojector bedient. Naast deze baan wil hij graag detective zijn en daar leest hij ook een boek over. Hij is verliefd op een meisje, maar helaas is hij niet de enige. Zijn concurrent steelt het horloge van de vader van het meisje en verpandt het vervolgens om met de opbrengst een cadeautje voor het meisje te kopen en zo indruk op haar te maken. Keatons personage ziet zijn kans schoon om als detective de diefstal op te lossen, maar de dief stopt het briefje van de lommerd stiekem in de zak van de detective. Zo wordt Keatons personage beschuldigd van de diefstal en hij is hierna niet meer welkom bij het meisje thuis.
Keatons personage gaat terug naar de bioscoop, maar daar valt hij in slaap. Vervolgens droomt hij dat hij de film die op dat moment draait, binnenstapt als Sherlock Jr., de beste detective van de wereld. De acteurs in de film worden opeens vervangen door de mensen in zijn leven. In de film wordt een parelketting gestolen en Sherlock Jr. moet deze misdaad oplossen.
Als hij weer wakker wordt, vertelt het meisje hem dat ze weet dat hij niet de dief was. 

## Rolverdeling
| Acteur          | Personage            |
| --------------- | -------------------- |
| Buster Keaton   | Sherlock, Jr.        |
| Kathryn McGuire | Het meisje           |
| Joe Keaton      | Vader van het meisje |
| Erwin Connelly  | Butler/klusjesman    |
| Ward Crane      | De schurk            |

## Trivia
- In een scène hangt Keaton onderaan de uitstroomopening van een buis, die verbonden is met een watertank. Het water stortte eruit en Keaton belandde op de onderliggende spoorweg, waardoor hij bijna zijn nek brak. Het beeldmateriaal is te zien in de film.
- Woody Allen vertelde dat de film een inspiratie voor hem was toen hij The Purple Rose of Cairo maakte.